# Capinzal do Norte
Capinzal do Norte là một đô thị thuộc bang Maranhão, Brasil. Đô thị này có diện tích 626,873 km², dân số năm 2007 là 10236 người, mật độ 16,33 người/km².